# Joseph Nechvatal
Joseph Nechvatal (nascido em 1951) é um post-arte conceitual e teórico de arte, que cria assistida por computador pinturas e Animação s, muitas vezes criado usando personalizado vírus é.

## Vida e obra

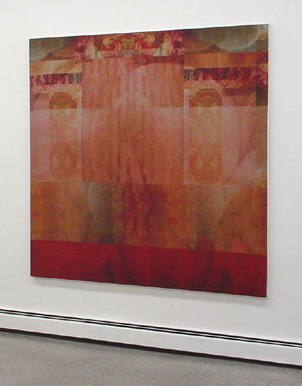
Joseph Nechvatal, nascimento viractual, 2001, robótico acrílico assistida por computador sobre tela

Nechvatal Joseph nasceu em Chicago. Ele estudou arte e Filosofia em Southern Illinois University Carbondale, Universidade de Cornell e Universidade de Columbia, onde estudou com o Arthur Danto, servindo como o arquivista para minimalismo  compositor La Monte Young. Desde 1979, ele exibiu seu trabalho na New York, especialmente na Galerie Richard, Brooke Alexander Gallery e conceitos universais ilimitados. Ele também exibiu solo em Paris, Chicago, Colonia, Atlanta, Los Angeles, Youngstown, Lund, Toulouse, Turim e Munique.
Seu trabalho na década de 1980, consistia principalmente de desenhos de grafite cinza postminimalist foram muitas vezes estendido photomechanically. Durante esse tempo, ele se juntou com o artista grupo Colab e ajudou a estabelecer o cultural sem fins lucrativos ABC No Rio, em 1983, foi co-fundador da avant-garde de música eletrônica arte audio projeto Tellus cassete áudio. Em 1984, Nechvatal começou a trabalhar em uma ópera chamada "XS: Opera Opus" (1984-6) com o nenhuma onda compositor Rhys Chatham. with the no wave musical composer Rhys Chatham.
Ele começou a usar computadores para fazer "obras" em 1986 e mais tarde, em sua empresa, começou a usar vírus. Estes "colaboração" com sistemas virais posicionou seu trabalho como uma contribuição inicial para o que é cada vez mais conhecida como uma estética pós-humana.
De 1991-1993, ele foi um artista em residência no Louis Pasteur Atelier de Arbois, França e La Saline Royale lab.There Claude Nicolas Ledoux equipe Foundation trabalhou em O Projeto vírus de computador, que foi uma experiência artística com vírus e PC animação Documenta GmbH, Museu Fridericianum Veranstaltungs GmbH, Documenta 8 Volume 3: ...  Kassel 1987.
Em 1999, ele obteve seu Nechvatal doutorado na filosofia da arte e novas tecnologias em relação a realidade virtual imersiva Roy Ascott's Centro de Pesquisa Avançada em Artes Interativas (CAiiA), Universidade of Wales, Newport, Reino Unido (atualmente Planetary Collegium na Universidade de Plymouth).
Em 2002, expandiu sua experimentação na vida artificial através de uma colaboração com o programador Stéphane Sikora de music2eye em um jogo chamado "vírus de computador Projeto II.
Em 2005 expôs Computer Virus Projeto II obras (pintura Digitais, impressão digitals, a áudio digital Instalação e dois ao vivo eletrônico ataque de vírus em um show solo chamado " "contaminação" no Castelo de Linardié de Senouillac, na França. Nechvatal recebeu em 2006 uma exposição retrospectiva intitulada "contaminação" no Instituto Butler, do Centro Beecher de Arte Americana de Arte e Tecnologia.
Dr. Nechvatal também contribuiu para áudio digital trabalho com música do ruído "viral sympnOny" uma sinfonia de som colaborativo criado pelo uso de seu software de vírus de computador no Instituto da Electronic Arts na Universidade de Alfred. "viral symphOny" foi apresentada como parte anusmOs ruído em Nova York em 2012.
Em 2013, Nechvatal mostrou barulho trabalho, uma garantia oficial do 55 Bienal de Veneza Art, que é baseado em seu livro Immersion Into Noise (Imersão Ruído).
De 1999-2013, ele ensinou Nechvátal teorias artísticas da realidade virtual imersiva e viractual na School of Visual Arts (SVA) em Nova York. Um livro de ensaios reunidos intitulado Rumo a uma Immersive Intelligence: ensaios sobre a obra de arte na era da informática e Realidade Virtual (1993-2006) foi publicado pela Edgewise Imprensa em 2009. Também em 2009, ele publicou seu livro Immersive Ideals / Distâncias críticos. Nechvatal 2011, seu livro "Immersion Into Noise" foi publicado pelas Humanidades imprensa aberta junto com Universidade de Michigan Escritório da Biblioteca Publicações Científicas.